# Río Mao (vattendrag i Spanien, Galicien, Provincia de Lugo)
Río Mao är ett vattendrag i Spanien.   Det ligger i provinsen Provincia de Lugo och regionen Galicien, i den nordvästra delen av landet, 400 km nordväst om huvudstaden Madrid.